# Kravos
Kravos je priimek več znanih Slovencev:
- Aleksander Kravos (1931—2020), agronom, visokošolski predavatelj
- Andrej Kravos, zdravnik splošne medicine, asistent dr.
- Anita Kravos (*1974), italijanska igralka slovenskega rodu
- Bogomila Kravos (*1948), literarna in gledališka zgodovinarka, publicistka in kritičarka
- Franjo Kravos, ljubiteljski fotograf
- Kajetan Kravos, naravoslovni fotograf
- Jožef (Josip) Kravos (1909—1972), prosvetni delavec in pisatelj
- Marijan Kravos (*1956), zamejski šolnik in radijski igralec
- Marjan Kravos (*1948), zamejski slikar, grafik in gledališki scenograf
- Marko Kravos (*1943), pesnik, prevajalec, esejist, urednik
- Vladimir Kravos (1917 - 86)?, sindikalni funkcionar pred 2. svetovno vojno
- Zdravko Kravos (1925—2002), redovnik - misijonar (šolski brat) v Afriki